# Mongo Beti
Mongo Beti, vlastním jménem Alexandre Biyidi Awala (30. června 1932 Mbalmayo – 7. října 2001 Douala) byl kamerunský spisovatel a publicista, píšící ve francouzštině.
Vystudoval lyceum v Yaoundé, v roce 1951 odešel do Francie, absolvoval Pařížskou univerzitu a pracoval jako profesor klasických jazyků v Rouenu. Svoji první povídku publikoval roku 1953 v časopise Présence Africaine pod jménem Eza Boto. Angažoval se v hnutí proti kolonialismu a neokolonialismu, vydával společenskokulturní dvouměsíčník Peuples Noirs/Peuples africains. Román Chudák Kristuspán z Bomby (česky 1964) je satirou na působení křesťanských misionářů v Africe. Na jeho děj částečně navazuje Král zázračně uzdravený (česky 1984), zobrazující dopad evropské nadvlády na domorodý společenský systém.
V roce 1991 se vrátil do rodné země, kde provozoval knihkupectví. Byl aktivní v hnutí za zvýšení gramotnosti v Kamerunu a proti porušování lidských práv.